# Sénat des Bermudes
Pour les autres articles nationaux ou selon les autres juridictions, voir Sénat.
12e législature
Bâtiment du Sénat et du Cabinet
Le Sénat des Bermudes (en anglais : Senate of Bermuda) est la chambre haute du parlement bicaméral des Bermudes, territoire d'outre-mer autonome du Royaume-Uni. L'autre chambre étant l'Assemblée des Bermudes.

## Composition
Le Sénat se compose de onze membres nommés pour un mandat de cinq ans : cinq sénateurs sont nommés par le premier ministre, trois par le chef de l'opposition et trois à la discrétion du gouverneur. Sur les trois nommés par le Gouverneur, le Sénat élit son président et son vice-président.

## Pouvoir
Le Sénat sert de chambre de révision constitutionnelle : la constitution exige une majorité des deux tiers (c'est-à-dire 8 voix) pour amender la Constitution exigeant le soutien à la fois du gouvernement et de l'opposition.

## Historique
Le parlement des Bermudes créé en 1620 était à l'origine monocaméral. Le rôle maintenant joué par le Sénat était confié à un Conseil privé auprès du Gouverneur. Historiquement, le Conseil était composé de membres de la riche classe marchande des Bermudes. C'était le véritable centre du pouvoir, plutôt que la Chambre d'Assemblée élue, ou le gouverneur nommé par le souverain britannique. 
Pendant les périodes où la colonie était dépourvue de gouverneur, c'est le président du conseil privé qui assurait l'intérim. L'équilibre des pouvoirs s'est modifié au XIXe siècle après la perte des Colonies américaines, le gouverneur cumulant la fonction de représentant de la Couronne et commandant en chef de l'établissement naval et de la garnison militaire.
En 1888, le Conseil privé est scindé en un Conseil exécutif, qui deviendra plus tard le Cabinet, et un Conseil législatif, qui tient le rôle chambre haute du Parlement avec des membres nommés.
En 1968 une nouvelle Constitution est adoptée rapprochant le système parlementaire des Bermudes du système britannique. Les partis politiques sont légalisés. Un Premier ministre est désigné par le Parti dominant assisté d'un Cabinet face à une opposition minoritaire. Le Conseil législatif est remplacé par le Sénat. Le suffrage universel est adopté pour l'élection des membres de la chambre basse.